# III liga polska w piłce nożnej (1953)
III liga polska w piłce nożnej 1953 – 1. edycja rozgrywek trzeciego poziomu ligowego piłki nożnej mężczyzn w Polsce.
| Poziomy rozgrywkowe w sezonie 1953 | Poziomy rozgrywkowe w sezonie 1953 | Poziomy rozgrywkowe w sezonie 1953 |
| Rozgrywki                          | P                                  | Nazwa                              |
| ---------------------------------- | ---------------------------------- | ---------------------------------- |
| Centralne                          | I                                  | I liga                             |
| Centralne                          | II                                 | II liga                            |
| Makroregionalne                    | III                                | III liga (8 grup)                  |
| Wojewódzkie (17 okręgów)           | IV                                 | A klasa                            |
| Wojewódzkie (17 okręgów)           | V                                  | B klasa                            |
| Wojewódzkie (17 okręgów)           | VI                                 | C klasa                            |
| Wojewódzkie (17 okręgów)           | VII                                | D klasa                            |

Po przeprowadzeniu reformy II ligi polskiej, którą w marcu 1953 pomniejszono z 40 do 14 drużyn i konieczności przesunięcia aż 26 zespołów na trzeci poziom ligowy przed rozpoczęciem sezonu 1953. Można to uznać za początek formowania III ligi polskiej (wówczas jeszcze bez takiej nazwy). Występujące na tym szczeblu w sumie 94 drużyny podzielono na 8 równorzędnych grup.

Sześć z nich (grupy: warszawska, gdańska, poznańska, wrocławska, rzeszowska i łódzka) miało charakter makroregionalny (tzw. Ligi międzywojewódzkie), dwie zaś (grupy: katowicka i krakowska) – z uwagi na ich ówczesny spory piłkarski potencjał – były typowo regionalne (tzw. Ligi wojewódzkie).
Po zakończeniu rozgrywek zasadniczych (grupowych) 8 triumfatorów każdej z grup walczyło w dwustopniowych barażach o 3 miejsca w II lidze polskiej. Najsłabsze zespoły spadły do A klasy.

## Nowe zespoły
| (s) Spadkowicze z II ligi |
| --- |
| Stal Poznań, Gwardia Słupsk, Kolejarz Toruń, Stal Gdańsk, Gwardia Szczecin, Kolejarz Bydgoszcz, Kolejarz Gdańsk, Włókniarz Łódź, Kolejarz Olsztyn, Stal Starachowice, Gwardia Białystok, Włókniarz Radom, Spójnia Tomaszów Mazowiecki, Włókniarz Chodaków, Górnik Radzionków, Górnik Zabrze, Górnik Knurów, Stal Lipiny, Stal Wrocław, Stal Zielona Góra, Włókniarz Chełmek, Włókniarz Krosno, Budowlani Przemyśl, Stal Nowa Huta/Kraków, OWKS Lublin, Ogniwo Częstochowa |
| (b) Beniaminki z lig okręgowych |
| W sezonie 1952 wszystkie zespoły oprócz spadkowiczów z II ligi. |

## Grupa I (stalinogrodzka)
W grupie grały zespoły z województwa stalinogrodzkiego (katowickiego) bez miasta Częstochowy.
| Lp.    | Drużyna                         | M   | Z | R | P | Bramki | Bramki | Różn. | Pkt. | Uwagi                       |
| ------ | ------------------------------- | --- | - | - | - | ------ | ------ | ----- | ---- | --------------------------- |
| 1      | Górnik Zabrze(s)                | 24  |   |   |   | 73     | 13     | +60   | 45   | Awans do 2 ligi po barażach |
| 2      | Stal Czechowice                 | 24  |   |   |   | 58     | 36     | +22   | 33   |                             |
| 3      | Górnik Radzionków(s)            | 24  |   |   |   | 72     | 37     | +35   | 31   |                             |
| 4      | Stal Gliwice                    | 24  |   |   |   | 49     | 55     | -6    | 26   |                             |
| 5      | Konstal Chorzów                 | 24  |   |   |   | 41     | 43     | -2    | 25   |                             |
| 6      | Stal Lipiny (Świętochłowice)(s) | 24  |   |   |   | 52     | 38     | +15   | 24   |                             |
| 7      | Spójnia Stalinogród             | 24  |   |   |   | 44     | 44     | 0     | 24   |                             |
| 8      | Górnik Brzozowice-Kamień        | 24  |   |   |   | 42     | 48     | -6    | 24   |                             |
| 9      | Górnik Knurów(s)                | 24  |   |   |   | 50     | 48     | +2    | 23   |                             |
| 10     | Stal Bobrek (Bytom)             | 24  |   |   |   | 40     | 52     | -12   | 21   | Spadek do kl. A             |
| 11     | LZS Podlesie                    | 24  |   |   |   | 35     | 50     | -15   | 18   |                             |
| 12     | Górnik Niwka (Sosnowiec)        | 24  |   |   |   | 32     | 54     | -22   | 15   | Spadek do kl. A             |
| 13     | Górnik Stalinogród              | 24  |   |   |   | 24     | 94     | -74   | 3    | Spadek do kl. A             |
| 14     | Stal Rybnik                     |     |   |   |   |        |        |       | –    | Drużyna wycofana            |
| Tabela | Tabela                          | 312 |   |   |   | 612    | 612    |       | 312  |                             |

- Stal Rybnik wycofana po 23 kolejce[3].
- 12 września 1953 roku Niwka została włączona do Sosnowca[4]
- 7 marca 1953 roku Katowice przemianowano na Stalinogród

## Grupa II (krakowska)
W grupie grały zespoły z województwa krakowskiego.
| Lp.    | Drużyna                    | M   | Z   | R  | P   | Bramki | Bramki | Różn. | Pkt. | Uwagi             |
| ------ | -------------------------- | --- | --- | -- | --- | ------ | ------ | ----- | ---- | ----------------- |
| 1      | Włókniarz Andrychów        | 22  | 17  | 2  | 3   | 53     | 20     | +33   | 36   | Baraże do II ligi |
| 2      | Spójnia KZPS Kraków        | 22  | 17  | 0  | 5   | 88     | 26     | +62   | 34   |                   |
| 3      | Unia Borek (Kraków)        | 21  | 12  | 4  | 5   | 53     | 35     | +18   | 28   |                   |
| 4      | Stal Żywiec                | 22  | 14  | 0  | 8   | 59     | 40     | +19   | 28   |                   |
| 5      | Stal Nowa Huta (Kraków)(s) | 22  | 10  | 4  | 8   | 33     | 21     | +12   | 25   |                   |
| 6      | Unia KZPG Kraków           | 22  | 10  | 2  | 8   | 44     | 47     | -3    | 22   |                   |
| 7      | Włókniarz Chełmek(s)       | 22  | 10  | 1  | 11  | 35     | 38     | -3    | 21   |                   |
| 8      | Spójnia Bieżanów (Kraków)  | 22  | 9   | 2  | 11  | 42     | 42     | 0     | 20   |                   |
| 9      | Kolejarz Nowy Sącz         | 22  | 8   | 4  | 10  | 33     | 40     | -7    | 20   |                   |
| 10     | Unia Oświęcim              | 22  | 5   | 3  | 14  | 21     | 44     | -23   | 13   |                   |
| 11     | Kolejarz Wieliczka         | 22  | 5   | 1  | 16  | 22     | 69     | -47   | 11   | Spadek do kl. A   |
| 12     | Spójnia Nowy Targ          | 21  | 1   | 2  | 17  | 21     | 82     | -61   | 4    | Spadek do kl. A   |
| Tabela | Tabela                     | 262 | 118 | 25 | 116 | 504    | 504    |       | 262  |                   |

- Brak wyniku meczu: Unia Borek – Spójnia Nowy Targ
- KZPG = Krakowskie Zakłady Przemysłu Gumowego
- KZPS = Krakowskie Zakłady Przemysłu Spirytusowego

## Grupa III (warszawska)
W grupie grały zespoły z województw warszawskiego, białostockiego, olsztyńskiego i miasta Warszawy.
| Lp.    | Drużyna                | M   | Z | R | P | Bramki | Bramki | Różn. | Pkt. | Uwagi              |
| ------ | ---------------------- | --- | - | - | - | ------ | ------ | ----- | ---- | ------------------ |
| 1      | Gwardia Białystok(s)   | 18  |   |   |   | 37     | 19     | +18   | 26   | Baraże do II ligi  |
| 2      | Unia Chodaków(s)       | 18  |   |   |   | 54     | 23     | +31   | 25   |                    |
| 3      | Kolejarz Pruszków      | 18  |   |   |   | 48     | 27     | +21   | 24   |                    |
| 4      | Stal Okęcie (Warszawa) | 18  |   |   |   | 39     | 28     | +11   | 24   |                    |
| 5      | Kolejarz Olsztyn(s)    | 18  |   |   |   | 47     | 29     | +18   | 19   |                    |
| 6      | Budowlani Warszawa     | 18  |   |   |   | 29     | 24     | +5    | 18   |                    |
| 7      | Kolejarz Wołomin       | 18  |   |   |   | 34     | 41     | -7    | 17   |                    |
| 8      | Gwardia Olsztyn        | 18  |   |   |   | 42     | 53     | -11   | 15   |                    |
| 9      | KS Olsztyn             | 18  |   |   |   | 42     | 62     | -20   | 11   | Spadek i wycofanie |
| 10     | KS Ełk                 | 18  |   |   |   | 13     | 79     | -66   | 1    | Spadek i wycofanie |
| Tabela | Tabela                 | 180 |   |   |   | 385    | 385    |       | 180  |                    |

- GWKS Ełk i GWKS Olsztyn w ramach odgórnego polecenia o utajnieniu miejsca stacjonowania jednostek wojskowych zmieniły nazwę na KS Ełk i KS Olsztyn, a po sezonie zostały wycofane z rozgrywek po decyzji Ministerstwa Obrony Narodowej, że wojskowe drużyny nie będą brały udziału w państwowych ligach sportowych[7]
- KS Ełk oddał dwa ostatnie mecze walkowerem[8]

## Grupa IV (gdańska)
W grupie grały zespoły z województw gdańskiego, bydgoskiego i koszalińskiego.
| Lp.    | Drużyna                | M   | Z | R | P | Bramki | Bramki | Różn. | Pkt. | Uwagi             |
| ------ | ---------------------- | --- | - | - | - | ------ | ------ | ----- | ---- | ----------------- |
| 1      | Stal Gdańsk(s)         | 18  |   |   |   | 73     | 16     | +57   | 31   | Baraże do II ligi |
| 2      | Kolejarz Toruń(s)      | 18  |   |   |   | 50     | 29     | +21   | 25   |                   |
| 3      | Kolejarz Bydgoszcz(s)  | 18  |   |   |   | 33     | 18     | +15   | 23   |                   |
| 4      | Kolejarz Gdańsk(s)     | 18  |   |   |   | 28     | 25     | +3    | 19   |                   |
| 5      | Gwardia Słupsk(s)      | 17  |   |   |   | 31     | 31     | 0     | 18   |                   |
| 6      | Unia Inowrocław        | 18  |   |   |   | 30     | 49     | -19   | 16   |                   |
| 7      | WKS Flota Gdynia       | 17  |   |   |   | 30     | 30     | 0     | 14   | Po sez. wycofana  |
| 8      | Stal Nakło nad Notecią | 18  |   |   |   | 26     | 58     | -32   | 11   | Spadek do kl. A   |
| 9      | Gwardia Gdańsk         | 16  |   |   |   | 23     | 36     | -13   | 10   |                   |
| 10     | Budowlani Człuchów     | 18  |   |   |   | 25     | 57     | -32   | 9    | Spadek do kl. A   |
| Tabela | Tabela                 | 176 |   |   |   | 349    | 349    |       | 176  |                   |

- Brak wyników Gwardii Gdańsk z Flotą Gdynia i Gwardią Słupsk
- Flota Gdynia została wycofana po sezonie po decyzji, że wojskowe drużyny sportowe nie będą brały udziału w państwowych ligach sportowych

## Grupa V (poznańska)
W grupie grały zespoły z województw poznańskiego, szczecińskiego i zielonogórskiego.
| Lp.    | Drużyna                      | M   | Z | R | P | Bramki | Bramki | Różn. | Pkt. | Uwagi             |
| ------ | ---------------------------- | --- | - | - | - | ------ | ------ | ----- | ---- | ----------------- |
| 1      | Gwardia Kalisz               | 22  |   |   |   | 86     | 29     | +57   | 35   | Baraże do II ligi |
| 2      | Gwardia Szczecin(s)          | 22  |   |   |   | 64     | 20     | +44   | 34   |                   |
| 3      | Stal Poznań(s)               | 21  |   |   |   | 45     | 24     | +21   | 30   |                   |
| 4      | Budowlani Poznań             | 22  |   |   |   | 43     | 34     | +9    | 30   |                   |
| 5      | Kolejarz Szczecin            | 21  |   |   |   | 53     | 33     | +20   | 26   |                   |
| 6      | Spójnia Gniezno              | 22  |   |   |   | 49     | 47     | +2    | 22   |                   |
| 7      | Spójnia Żary                 | 22  |   |   |   | 36     | 57     | -21   | 19   |                   |
| 8      | Stal Zielona Góra(s)         | 22  |   |   |   | 43     | 53     | -10   | 17   |                   |
| 9      | Kolejarz Gorzów Wielkopolski | 22  |   |   |   | 40     | 53     | -13   | 17   |                   |
| 10     | Gwardia Poznań               | 22  |   |   |   | 33     | 51     | -18   | 15   |                   |
| 11     | Ogniwo Poznań                | 22  |   |   |   | 37     | 77     | -40   | 10   | Spadek do kl. A   |
| 12     | Kolejarz Goleniów            | 22  |   |   |   | 24     | 75     | -51   | 7    | Spadek do kl. A   |
| Tabela | Tabela                       | 262 |   |   |   | 553    | 553    |       | 262  |                   |

- Brak wyniku meczu między Stalą Poznań a Kolejarzem Szczecin

## Grupa VI (wrocławska)
W grupie grały zespoły z województw wrocławskiego i opolskiego.
| Lp.    | Drużyna            | M   | Z | R | P | Bramki | Bramki | Różn. | Pkt. | Uwagi                       |
| ------ | ------------------ | --- | - | - | - | ------ | ------ | ----- | ---- | --------------------------- |
| 1      | Ogniwo Wrocław     | 22  |   |   |   | 67     | 23     | +44   | 37   | awans do 2 ligi po barażach |
| 2      | Unia Kędzierzyn    | 22  |   |   |   | 58     | 24     | +34   | 34   |                             |
| 3      | OWKS Wrocław       | 22  |   |   |   | 63     | 33     | +30   | 27   | Po sez. wycofany            |
| 4      | Stal Wrocław(s)    | 22  |   |   |   | 43     | 36     | +7    | 21   |                             |
| 5      | Spójnia Lubań      | 22  |   |   |   | 54     | 49     | +5    | 21   |                             |
| 6      | Stal Świebodzice   | 22  |   |   |   | 41     | 42     | -1    | 21   |                             |
| 7      | Kolejarz Kluczbork | 22  |   |   |   | 41     | 45     | -4    | 21   | Spadek do kl. A             |
| 8      | Włókniarz Chojnów  | 22  |   |   |   | 40     | 45     | -5    | 20   |                             |
| 9      | Gwardia Opole      | 22  |   |   |   | 49     | 61     | -12   | 19   |                             |
| 10     | Włókniarz Prudnik  | 22  |   |   |   | 24     | 44     | -20   | 19   |                             |
| 11     | LZS Chróścice      | 22  |   |   |   | 38     | 56     | -18   | 18   |                             |
| 12     | Ogniwo Nysa        | 22  |   |   |   | 25     | 85     | -60   | 6    | Spadek do kl. A             |
| Tabela | Tabela             | 264 |   |   |   | 543    | 543    |       | 264  |                             |

- OWKS Wrocław został wycofany po sezonie po decyzji Ministerstwa Obrony Narodowej, że wojskowe drużyny sportowe OWKS i GWKS nie będą brały udziału w państwowych ligach sportowych[7]
- Kolejarz Kluczbork został wykluczony z rozgrywek z powodu wprowadzenia do drużyny trzech nieuprawnionych zawodników[14]

## Grupa VII (rzeszowska)
W grupie grały zespoły z województw rzeszowskiego i lubelskiego.
| Lp.    | Drużyna               | M   | Z   | R  | P   | Bramki | Bramki | Różn. | Pkt. | Uwagi            |
| ------ | --------------------- | --- | --- | -- | --- | ------ | ------ | ----- | ---- | ---------------- |
| 1      | KS Rzeszów            | 22  | 14  | 8  | 0   | 61     | 13     | +48   | 36   | baraże o 2 ligę  |
| 2      | Stal Rzeszów          | 22  | 16  | 3  | 3   | 67     | 19     | +48   | 35   |                  |
| 3      | Włókniarz Krosno(s)   | 22  | 15  | 3  | 4   | 52     | 20     | +32   | 33   |                  |
| 4      | Budowlani Przemyśl(s) | 22  | 11  | 8  | 3   | 48     | 25     | +23   | 30   |                  |
| 5      | OWKS Lublin(s)        | 22  | 10  | 6  | 6   | 49     | 24     | +25   | 26   | Po sez. wycofany |
| 6      | Ogniwo Rzeszów        | 22  | 8   | 5  | 9   | 28     | 50     | -22   | 21   |                  |
| 7      | Kolejarz Przemyśl     | 22  | 7   | 6  | 9   | 34     | 27     | +7    | 20   |                  |
| 8      | Ogniwo Lublin         | 22  | 8   | 3  | 11  | 35     | 52     | -17   | 19   |                  |
| 9      | KS Zamość             | 22  | 6   | 5  | 11  | 40     | 42     | -2    | 17   | Po sez. wycofany |
| 10     | Spójnia Jarosław      | 22  | 6   | 1  | 15  | 27     | 61     | -34   | 13   |                  |
| 11     | Budowlani Lublin      | 22  | 2   | 6  | 14  | 20     | 63     | -43   | 10   | Spadek do kl. A  |
| 12     | Stal Lublin           | 22  | 2   | 0  | 20  | 12     | 77     | -65   | 4    | Spadek do kl. A  |
| Tabela | Tabela                | 264 | 105 | 54 | 105 | 473    | 473    |       | 264  |                  |

- GWKS Rzeszów w ramach odgórnego polecenia o utajnieniu miejsca stacjonowania jednostek wojskowych zmienił nazwę na KS Rzeszów
- KS Rzeszów, OWKS Lublin oraz KS Zamość zostały wycofane po sezonie po decyzji Ministerstwa Obrony Narodowej, że wojskowe drużyny sportowe OWKS i GWKS nie będą brały udziału w państwowych ligach sportowych[7]

## Grupa VIII (łódzka)
W grupie grały zespoły z województw łódzkiego, kieleckiego, z miasta Łodzi i miasta Częstochowy (będącym formalnie częścią województwa katowickiego).

| Lp.    | Drużyna                        | M   | Z | R | P | Bramki | Bramki | Różn. | Pkt. | Uwagi             |
| ------ | ------------------------------ | --- | - | - | - | ------ | ------ | ----- | ---- | ----------------- |
| 1      | Włókniarz Pabianice            | 22  |   |   |   | 53     | 33     | +20   | 32   | Baraże do II ligi |
| 2      | Ogniwo Częstochowa(s)          | 22  |   |   |   | 48     | 31     | +17   | 28   |                   |
| 3      | Włókniarz Radom(s)             | 22  |   |   |   | 47     | 36     | +11   | 27   |                   |
| 4      | Stal Skarżysko-Kamienna        | 22  |   |   |   | 50     | 42     | +8    | 25   |                   |
| 5      | KS Częstochowa                 | 22  |   |   |   | 31     | 31     | 0     | 25   | Po sez. wycofany  |
| 6      | Kolejarz Łódź                  | 22  |   |   |   | 35     | 31     | +4    | 24   |                   |
| 7      | Stal Starachowice(s)           | 22  |   |   |   | 37     | 34     | +3    | 22   |                   |
| 8      | Spójnia Tomaszów Mazowiecki(s) | 22  |   |   |   | 48     | 36     | +12   | 21   |                   |
| 9      | Włókniarz-Widzew Łódź(s)       | 22  |   |   |   | 40     | 48     | -8    | 21   |                   |
| 10     | Unia Piotrków Trybunalski      | 22  |   |   |   | 35     | 45     | -10   | 17   |                   |
| 11     | LZS Suchedniów                 | 22  |   |   |   | 33     | 53     | -20   | 12   | Spadek do kl. A   |
| 12     | Gwardia Łódź                   | 22  |   |   |   | 29     | 66     | -37   | 10   | Spadek do kl. A   |
| Tabela | Tabela                         | 264 |   |   |   | 486    | 486    |       | 264  |                   |

- KS Częstochowa został wycofany po sezonie po decyzji Ministerstwa Obrony Narodowej, że wojskowe drużyny sportowe OWKS i GWKS nie będą brały udziału w państwowych ligach sportowych[7]
- Kolejarz Kluczbork został wykluczony z rozgrywek z powodu wprowadzenia do drużyny trzech nieuprawnionych zawodników[17]

## Baraże o II ligę

### I runda
Po zakończeniu rozgrywek zasadniczych (grupowych) 8 triumfatorów każdej z grup walczyło w dwustopniowych barażach (najpierw 4 dwumecze, później 4-zespołowy turniej finałowy z udziałem ich zwycięzców) o awans do II ligi polskiej.
| Drużyna 1                            | Wynik dwumeczu | Drużyna 2           | Pierwszy mecz | Drugi mecz |
| ------------------------------------ | -------------- | ------------------- | ------------- | ---------- |
| Gwardia Białystok                    | 2:4            | Górnik Zabrze       | 2:1           | 0:3        |
| Gwardia Kalisz                       | 0:1            | Włókniarz Andrychów | 0:0           | 0:1        |
| GWKS Rzeszów                         | 3:2            | Włókniarz Pabianice | 2:0           | 1:2        |
| Stal Gdańsk                          | 1:2            | Ogniwo Wrocław      | 0:1           | 1:1        |
| Po lewej gospodarz pierwszego meczu. |                |                     |               |            |

### II runda
| Lp. | Drużyna             | M | Z | R | P | Bramki | Bramki | Różn. | Pkt. | Uwagi           |
| --- | ------------------- | - | - | - | - | ------ | ------ | ----- | ---- | --------------- |
| 1   | GWKS Rzeszów        | 6 | 4 | 1 | 1 | 9      | 3      | +6    | 9    |                 |
| 2   | Górnik Zabrze       | 6 | 4 | 1 | 1 | 14     | 5      | +9    | 9    | awans do 2 ligi |
| 3   | Ogniwo Wrocław      | 6 | 1 | 3 | 2 | 7      | 9      | -2    | 5    | awans do 2 ligi |
| 4   | Włókniarz Andrychów | 6 | 0 | 1 | 5 | 3      | 16     | -13   | 1    |                 |

| Lp. | Gospodarz / Gość →  | GWKS | GÓR | OGN | BES |
| --- | ------------------- | ---- | --- | --- | --- |
| 1   | GWKS Rzeszów        | X    | 2:0 | 1:1 | 3:0 |
| 2   | Górnik Zabrze       | 2:0  | X   | 6:1 | 3:1 |
| 3   | Ogniwo Wrocław      | 0:1  | 0:0 | X   | 5:1 |
| 4   | Włókniarz Andrychów | 0:2  | 1:3 | 0:0 | X   |

- Drużyna GWKS Rzeszów występowała pod tym szyldem w barażach[18], jednak ostatni mecz rozegrała jako KS Rzeszów[19]. Zespół ten wygrał rywalizację w grupie finałowej[20]. Tymczasem jeszcze w trakcie rywalizacji w związku z ustaleniem nowego systemu rozgrywek o mistrzostwo Wojska Polskiego (w piłce nożnej, koszykówce, siatkówce, hokeju na lodzie) decyzją Ministerstwa Obrony Narodowej postanowiono, że wojskowe drużyny sportowe OWKS i GWKS nie będą brały udziału w państwowych ligach sportowych, a pion wojskowy w tych dziedzinach miał reprezentować CWKS[7]. W miejsce GWKS został promowany do II ligi klub Ogniwo Wrocław.